# (322912) Jedlik
(322912) Jedlik est un astéroïde de la ceinture principale.

## Description
(322912) Jedlik est un astéroïde de la ceinture principale. Il fut découvert le 11 janvier 2002 à Piszkesteto par Krisztián Sárneczky et Zsuzsanna Heiner. Il présente une orbite caractérisée par un demi-grand axe de 2,20 UA, une excentricité de 0,14 et une inclinaison de 3,5° par rapport à l'écliptique.

## Compléments